# Великанов, Иван Семёнович
Иван Семёнович Великанов (3 мая 1924—?) — советский работник угольной промышленности, шахтёр, Герой Социалистического Труда.

## Биография
Родился в 1924 году в селе Иванковцы, ныне Городокского района Хмельницкой области Украины, в крестьянской семье.
С 1940 года начал трудиться пастухом в сельхозартели. С 1945 года работал в угольной промышленности, сначала на Урале, а с 1952 года в Ростовской области — проходчиком строительного управления № 9 комбината «Каменскшахтстрой». Затем стал бригадиром на пусковой шахте «Соколовская-Восточная» № 1 треста «Несветайантрацит». Возглавляемая им проходческая бригада, применяя передовые методы труда, вела скоростное прохождение горных выработок, а сам бригадир перевыполнял нормы на 180 и более процентов. Его опыт изучали проходчики других строительных управлений. Великанов работал также на сооружении шахты «Зверевская-Восточная» и шахты № 25 треста «Гуковуголь».
Наряду с производственной, занимался общественной деятельностью — был депутатом Верховного Совета СССР 5-го созыва (1958—1962 годы).
После выхода на пенсию находился на пенсии, проживал в Новошахтинске.

## Награды
- Указом Президиума Верховного Совета СССР от 26 апреля 1957 года за выдающиеся успехи в деле строительства предприятий угольной промышленности Великанову Ивану Семеновичу присвоено звание Героя Социалистического Труда с вручением ордена Ленина и золотой медали «Серп и Молот».
- Также награждён медалями.